# Gayespur
Gayespur là một thành phố và khu đô thị của quận Nadia thuộc bang Tây Bengal, Ấn Độ.

## Nhân khẩu
Theo điều tra dân số năm 2001 của Ấn Độ, Gayespur có dân số 55.028 người. Phái nam chiếm 51% tổng số dân và phái nữ chiếm 49%. Gayespur có tỷ lệ 81% biết đọc biết viết, cao hơn tỷ lệ trung bình toàn quốc là 59,5%: tỷ lệ cho phái nam là 85%, và tỷ lệ cho phái nữ là 76%. Tại Gayespur, 8% dân số nhỏ hơn 6 tuổi.